# Phedina borbonica
Il topino delle Mascarene (Phedina borbonica (Gmelin, 1789)) è un uccello della famiglia Hirundinidae.

## Distribuzione e habitat
La specie è diffusa in Malawi, Mozambico, Tanzania, Madagascar, Mauritius e Réunion e può essere occasionalmente avvistata anche nelle isole Comore e Seychelles.